# Homoporus acuminatus
Homoporus acuminatus är en stekelart som beskrevs av Sureshan och T.C. Narendran 2001. Homoporus acuminatus ingår i släktet Homoporus och familjen puppglanssteklar. Inga underarter finns listade i Catalogue of Life.